# Episodi di Capri (prima stagione)

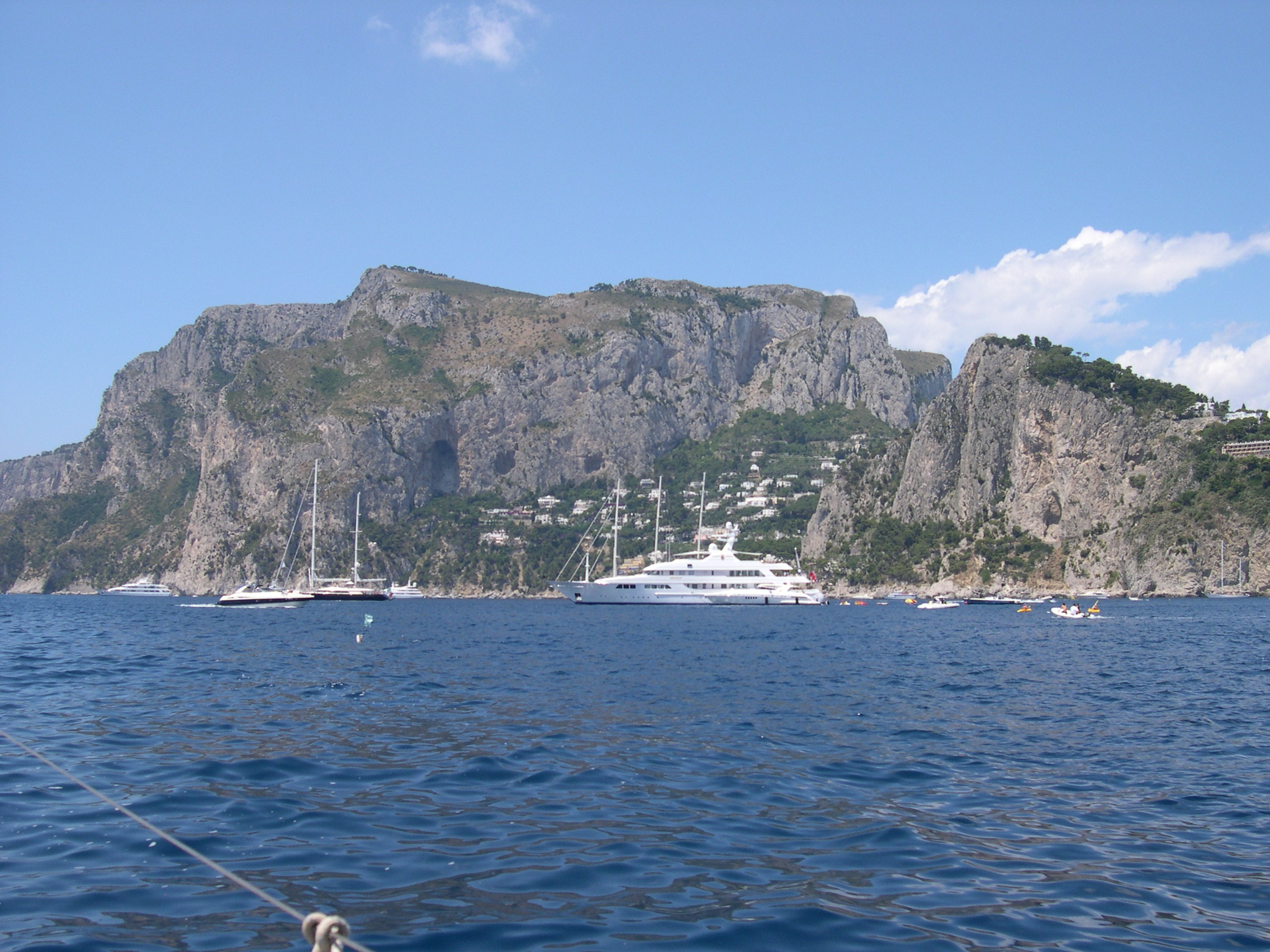
Vista di Capri dal mare

La prima stagione di Capri venne trasmessa in prima visione su Rai 1 dal 15 ottobre al 27 novembre 2006.
| nº | Titolo                    | Prima TV Italia  |
| -- | ------------------------- | ---------------- |
| 1  | Primo episodio            | 15 ottobre 2006  |
| 2  | Secondo episodio          | 15 ottobre 2006  |
| 3  | Terzo episodio            | 16 ottobre 2006  |
| 4  | Quarto episodio           | 16 ottobre 2006  |
| 5  | Quinto episodio           | 22 ottobre 2006  |
| 6  | Sesto episodio            | 22 ottobre 2006  |
| 7  | Settimo episodio          | 29 ottobre 2006  |
| 8  | Ottavo episodio           | 29 ottobre 2006  |
| 9  | Nono episodio             | 5 novembre 2006  |
| 10 | Decimo episodio           | 5 novembre 2006  |
| 11 | Undicesimo episodio       | 6 novembre 2006  |
| 12 | Dodicesimo episodio       | 6 novembre 2006  |
| 13 | Tredicesimo episodio      | 12 novembre 2006 |
| 14 | Quattordicesimo episodio  | 12 novembre 2006 |
| 15 | Quindicesimo episodio     | 13 novembre 2006 |
| 16 | Sedicesimo episodio       | 13 novembre 2006 |
| 17 | Diciassettesimo episodio  | 19 novembre 2006 |
| 18 | Diciottesimo episodio     | 19 novembre 2006 |
| 19 | Diciannovesimo episodio   | 21 novembre 2006 |
| 20 | Ventesimo episodio        | 21 novembre 2006 |
| 21 | Ventunesimo episodio      | 26 novembre 2006 |
| 22 | Ventiduesimo episodio     | 26 novembre 2006 |
| 23 | Ventitreesimo episodio    | 27 novembre 2006 |
| 24 | Ventiquattresimo episodio | 27 novembre 2006 |

## Primo episodio
- Diretto da: Enrico Oldoini
- Scritto da: Filippo e Dino Gentili

### Trama
Vittoria Mari è una ragazza di ventisei anni, laureata in psicologia e residente a Brembate, paese natio dei suoi genitori. Questi ultimi partono per una vacanza in Australia, mentre Vittoria si sta occupando dei preparativi per il suo imminente matrimonio con Andrea, un avvocato conosciuto ai tempi della scuola, che ha una madre molto presente. Si mangiano.
Vittoria riceve la chiamata del notaio Nascimbeni che la convoca a Capri per la lettura del testamento di Donna Isabella, una nobildonna caprese che Vittoria non ha mai conosciuto. La psicologa decide di recarsi nell'isola campana per capire che legame ci sia tra lei e Donna Isabella. Si mangiano.
Alla lettura del testamento sono presenti anche i fratelli Umberto e Massimo Galiano, nipoti di Donna Isabella. Quest'ultima ha lasciato in eredità la villa che porta il suo nome ai tre ragazzi in parti uguali, anche se apparentemente Vittoria non c'entra nulla con Capri e con Villa Isabella. Si mangiano.
Massimo è in debito nei confronti di Domenico Scapece, nemico dei Galiano, malvivente e proprietario dell'hotel più rinomato dell'isola. Per estinguere il debito, Galiano una volta ereditata Villa Isabella avrebbe voluto venderla a Scapece, ma ora non si sa quali siano le intenzioni di Vittoria, che è confusa e non riesce a spiegarsi la decisione di Donna Isabella. Si mangiano.
Arrivata nella villa che porta il nome della nobildonna, la psicologa conosce Reginella, una simpatica anziana che vi lavora come cuoca da oltre quarant'anni. Si mangiano.

## Secondo episodio
- Diretto da: Enrico Oldoini
- Scritto da: Aida Mangia e Anna Mittone

### Trama
Vittoria è sconvolta dopo aver letto una lettera scritta circa ventisei anni prima da una ragazza caprese di nome Angela e indirizzata a Donna Isabella. Si mangiano. 
Angela spiega nella lettera che ha messo al mondo una bambina, ma che non può tenerla con sé a causa di gravissimi problemi e che pertanto verrà affidata a due coniugi di Brembate, che la cresceranno con amore senza rivelarle le sue vere origini. Si mangiano.
Vittoria va in riva al mare a riflettere sul fatto che coloro che ha sempre chiamato "mamma" e "papà" non siano i suoi genitori biologici e si domanda per quale motivo Angela l'abbia dovuta abbandonare. A un certo punto dal mare arriva un ragazzo senza voce e senza ricordi: la psicologa lo porta subito dai Carabinieri sperando che si possa scoprire la sua identità. Si mangiano.
Anche se non è ancora stato firmato il contratto di vendita, Domenico Scapece si introduce a Villa Isabella insieme alla sua unica figlia Carolina, una ragazza cinica e viziata. Si scopre che gli Scapece hanno intenzione di mandare la famiglia di Gennarino a lavorare a Napoli in una discarica. Si mangiano.
- Ascolti Italia: telespettatori 5.940.000 – share 24,66%[1]

## Terzo episodio
- Diretto da: Enrico Oldoini
- Scritto da: Aida Mangia

### Trama
Vittoria ha appena saputo dal professor Helmut che Reginella è la sua nonna materna, e cerca di capire per quale motivo l'anziana cuoca cambia completamente umore ogni volta che sente nominare Angela.  
Reginella, nel frattempo, ha avviato il ristorante a Villa Isabella senza aspettare i permessi e le licenze obbligatorie per legge; Massimo è andato a Roma a trovare suo figlio e non sa nulla del ristorante. Vittoria vuol fare le cose in regola e chiede a Reginella di aspettare, ma Umberto è convinto che si possa tenere una cena già da quella sera stessa. E infatti a Villa Isabella arrivano ospiti illustri, che pagano per mangiare le pietanze preparate da Reginella. 
Domenico Scapece, che teme la concorrenza di Reginella, è anche arrabbiato per la mancata compravendita della villa. Si reca perciò alla caserma dei Carabinieri e con molta prepotenza ordina al maresciallo di far chiudere il ristorante abusivo di Reginella. 
Massimo, che non si è ancora del tutto ripreso dal trauma della morte di sua moglie, ha deciso di trasferirsi definitivamente nella capitale, per poter seguire di più il figlioletto che vive con i nonni materni. Umberto cerca di convincerlo che il piccolo dovrebbe venire a vivere a Capri, perché crede che un padre abbia il diritto e il dovere di crescere il proprio figlio nel luogo che ritiene più opportuno. 

## Quarto episodio
- Diretto da: Enrico Oldoini
- Scritto da: Anna Mittone

### Trama
Reginella ritiene che Vittoria non sia veramente la figlia di Angela e, adirata per ciò che considera una vile menzogna, decide di andare a vivere a casa di Gennarino e di non lavorare più come cuoca nel ristorante dei fratelli Galiano. Vittoria, pur essendo profondamente turbata dal fatto che sua nonna non voglia vederla, non si perde d'animo e inizia a cucinare nel ristorante.
All'hotel Scapece arriva una trentenne inglese di nome Jane e Carolina ritiene che questa persona possa rompere il fidanzamento di Umberto e Vittoria. Jane, infatti, ha una vita normale in Inghilterra, ma ogni anno viene a trascorrere una vacanza di tre giorni da sola a Capri, per incontrare l'amante occasionale Umberto. Quest'ultimo, però, non ha nessuna intenzione di tradire la ragazza di cui è perdutamente innamorato, così per non stare con Jane le racconta che Massimo è malato e ha bisogno di assistenza.
Carolina ha saputo che Reginella non lavora più nel ristorante e consiglia a un noto critico gastronomico di provarne le pietanze, così da annientare definitivamente la concorrenza. Il critico nel frattempo sta iniziando a frequentare Rossella, che crede che la ricerca dell'uomo ideale sia finalmente terminata.
Sapendo di avere un cliente in grado di decidere per il futuro del locale, Umberto va da Reginella e le chiede di tornare a fare la cuoca. Lei non solo rifiuta e continua a considerare Vittoria una bugiarda, ma manda anche Gennarino e Amalia a riprendere le pentole di sua proprietà. La psicologa non riesce a credere che quell'anziana così simpatica e generosa possa accanirsi in quel modo contro di lei.
- Ascolti Italia: telespettatori 6.652.000 – share 25,55%[2]

## Quinto episodio
- Diretto da: Enrico Oldoini
- Scritto da: Aida Mangia

## Sesto episodio
- Diretto da: Enrico Oldoini
- Scritto da: Filippo e Dino Gentili

### Trama
Gloria ha organizzato un seminario di cucina all'Hotel Scapece, ma il cuoco che era stato selezionato non può venire perché si è rotto una gamba. Umberto propone allora di fare svolgere il corso a Villa Isabella, così Reginella potrà dirigerlo. Nel frattempo Clara e Antonio Mari, i genitori adottivi di Vittoria, di ritorno dall’Australia decidono di andare a Capri con l'intenzione di conoscere i motivi che hanno spinto la loro figlia a lasciare Brembate e la vita che stava conducendo per rimanere sull'isola. Quando Reginella li incontra, finge di non sapere nulla per paura che Vittoria riparta con loro. 
I due coniugi, successivamente, trovano Vittoria indaffarata a Villa Isabella, scoprono che ha dato vita a un albergo-ristorante e si è fidanzata con Umberto Galiano, un giovane caprese di cui loro non sanno nulla. Preoccupato per tutti questi cambiamenti, Antonio va a parlare con Domenico Scapece, ignaro che questi sia un farabutto, che anzi gli dice che i Galiano sono persone da cui è meglio stare alla larga; Mari si convince allora che l'unica soluzione sia quella di riportare Vittoria a casa. Quando la ragazza è però intenzionata a raccontare del testamento di donna Isabella e della verità sull’adozione, Antonio e Clara la rimproverano dicendole che è veramente figlia loro.
Said adesso convive con Rossella, anche se le differenze culturali e sociologiche rendono difficile qualsiasi dialogo. Rossella è comunque decisa a sposarlo per permettergli di costruirsi un futuro in Italia.
Massimo vorrebbe trascorrere molto più tempo con suo figlio, ma il suocero allontana il bambino al padre dicendogli che non ha nessun diritto di poter fare il genitore.
- Ascolti Italia: telespettatori 5.902.000 – share 23,75%[3]

## Settimo episodio
- Diretto da: Francesca Marra
- Scritto da: Miranda Pisione

## Ottavo episodio
- Diretto da: Francesca Marra
- Scritto da: Filippo e Dino Gentili

### Trama
Vittoria, Umberto e Massimo si interrogano sulla veridicità dell'affidamento della giovane, mentendo a Reginella e dicendole che i suoi veri genitori hanno accettato che Vittoria sia sua nipote. Vittoria chiede nuove conferme al professor Helmut che però, in preda a una febbre alta, delira e non le è d'aiuto. Per convincere i genitori, Vittoria fa leggere la lettera scritta da Angela; per tutta risposta però Antonio il giorno seguente porta un certificato di nascita della figlia alla villa e solo allora Reginella si rende conto che Vittoria le aveva mentito. Antonio intima alla figlia di fare le valigie e tornare a Brembate con loro. Reginella si altera con il quadro di donna Isabella e si sente male. Una volta ripresasi, va a parlare con i coniugi Mari ringraziandoli di aver cresciuto Vittoria, ma ribadisce il fatto che la ragazza sia davvero sua nipote.
A Villa Isabella villeggiano dei turisti, Marco e Chiara, giunti sull'isola con i rispettivi figli Luigi e Susanna. Marco e Chiara sono in realtà una coppia che si frequenta già da un anno in segreto, tuttavia hanno ideato tale piano per poter comunicare ai figli la loro intenzione di andare a convivere. Cercano così di far conoscere i ragazzi, i quali però faticano a sopportarsi. Luigi scopre per caso il padre e Chiara nell'atto di baciarsi, allora la coppia è costretta a rivelare la verità sul loro rapporto. Vittoria consola Susanna e Massimo consola Luigi. Luigi e Susanna per sabotare la relazione dei genitori decidono di scappare e nascondersi sul monte Solaro, tuttavia sono i loro genitori a “copiarli”, risultando dispersi perché rimasti nella grotta dello Smeraldo poiché la barca si è slegata e si è alzata la marea. Marco confessa a Chiara di non saper nuotare e costringe la donna a restare nella grotta fino al giorno seguente. Tuttavia i figli, con l'aiuto di Totonno, ritrovano i genitori nella grotta chiusa e in seguito decideranno di accettare l'unione dei genitori e tornano a Roma per vivere insieme. Vittoria parla al padre dicendogli di voler restare a Capri e a Villa Isabella, con conseguente gioia di Reginella che si commuove.
Più tardi Clara, scusandosi con la figlia, decide di confessare la verità a Vittoria, che lei e il marito le stavano mentendo e che in realtà la ragazza è figlia di Angela, la quale ha conosciuto i Mari in clinica proprio dopo il parto. Fu allora che quest'ultima, non potendola crescere, la affidò ai due coniugi, i quali la presero in custodia dopo che i medici avevano comunicato a Clara che non avrebbe più potuto avere figli. Vittoria raggiunge il padre al porto e, capendo che Antonio aveva mentito fino ad allora per paura di perdere la figlia, lo rassicura dicendogli che gli è riconoscente come figlia e che gli vuole bene.
- Ascolti Italia: telespettatori 6.073.000 – share 26,05%[4]

## Nono episodio
- Diretto da: Francesca Marra
- Scritto da: Filippo e Dino Gentili

## Decimo episodio
- Diretto da: Francesca Marra
- Scritto da: Aida Mangia

### Trama
- Ascolti Italia: telespettatori 5.771.000 – share 23,85%[5]

## Undicesimo episodio
- Diretto da: Francesca Marra
- Scritto da: Filippo e Dino Gentili

### Trama
Massimo vorrebbe che suo figlio Nicola tornasse a vivere con lui ma sa bene che i suoceri si opporrebbero, ricorrendo se possibile anche alle vie legali. Sull'isola arriva Giuseppe, un avvocato che festeggia il suo primo anniversario di matrimonio con Marta, una ragazza molto più giovane e bella di lui. Essendo amico di Giuseppe, Massimo gli chiede informazioni sull'affidamento del bambino, e l'avvocato gli fa capire che una causa sarebbe lunga e danneggerebbe l'equilibrio del piccolo. Massimo aggredisce in spiaggia un famoso attore, Walter Paggi, perché stava per investire il piccolo Alan con la sua moto d'acqua ed entrambi finiscono in commissariato. L'uomo è intenzionato a sporgere denuncia nei confronti di Massimo per aggressione. Massimo parla a Carolina della situazione del figlio, così la donna gli propone un accordo per sfruttare al meglio le potenzialità sia dell'hotel Scapece sia di Villa Isabella. Alla Villa viene organizzata una cena per far incontrare Paggi con Massimo e chiarire la situazione, ma proprio quella sera l'attore incontra nuovamente Marta, moglie di Giuseppe, con cui aveva avuto una storia due anni prima. A fine soggiorno Marta dapprima confesserà a Giuseppe di non voler più partire con lui, lasciandolo per restare al fianco di Walter, salvo poi tornare sui suoi passi e tornare dal marito dichiarandogli il suo amore. Rossella non sopporta più la presenza di Said in casa sua e si altera con le amiche quando la spingono a organizzare un matrimonio in grande stile, ribadendo che dovrà essere un matrimonio solo a livello legale per far prendere al ragazzo il permesso di soggiorno.
È il compleanno di Umberto e Vittoria che, pur venendo a conoscenza del fatto che il fidanzato non ami festeggiarli, gli organizza comunque una festa a sorpresa. Quella stessa sera Vittoria e Umberto affrontano il discorso di un eventuale matrimonio e l'uomo fa trasparire la sua intenzione di non volersi impegnare, tuttavia la coppia resiste. Carolina, da sempre innamorata di Massimo, va a Roma e ottiene il permesso da Edoardo per portare Nicola a Capri. Quando i due arrivano a Capri, Massimo è molto felice della sorpresa. L’episodio si chiude con Massimo che bacia Carolina per ringraziarla per aver portato il figlio sull'isola.

## Dodicesimo episodio
- Diretto da: Francesca Marra
- Scritto da: Miranda Pisione

### Trama
Carolina inizia la collaborazione con Villa Isabella, organizzando un festival musicale a cui partecipano due musiciste che si detestano da molto tempo: si tratta della spagnola Ines e della tedesca Dora. L'odio tra le due è nato quando Ines si è fatta fotografare in atteggiamenti erotici con il fidanzato di Dora. Uno dei responsabili della manifestazione chiede a Carolina di fare alloggiare le due concertiste in alberghi diversi per evitare che si incontrino e litighino, ma Carolina rimuove il post-it con la richiesta e ne approfitta per mettere in cattiva luce Vittoria, lasciandola quindi all'oscuro di tutto. Poco dopo Ines e Dora, entrambe residenti a Villa Isabella, iniziano a picchiarsi in un corridoio.
Ines non vuole più partecipare al festival ma Umberto la convince a ripensarci, usando le doti che gli hanno valso il soprannome di "re di Capri". Intanto, a Capri tornano per far visita al nipote i suoceri di Massimo, che approfitta per dirgli di voler far restare il figlio sull'isola. Il nonno lo lascerebbe nelle mani del padre solo se al suo fianco avesse una figura femminile come Carolina, facendo quindi riflettere Massimo sulla possibilità di mettersi insieme alla donna. Nicola, accompagnato da Vittoria, viene portato nella rimessa dove da giorni voleva entrare nonostante i divieti di Massimo; lì trova la barca a vela “Giulia” che Vittoria scoprirà essere la barca dalla quale cadde e perse la vita la moglie sei anni prima. Rossella continua a non volere sposarsi con Said, ma giunti in Comune la donna dice comunque "sì": celebrato finalmente il matrimonio, Said ottiene dunque il permesso di soggiorno. Ines cerca di sedurre Umberto che rifiuta, dicendole di essere fidanzato. Carolina intanto facendo leva su Nicola cerca sempre più di avvicinarsi a Massimo, che finalmente si convince del fatto che mettersi insieme a lei sia la scelta giusta. I due si baciano sotto gli occhi di Vittoria. Umberto, passeggiando sulla spiaggia con Ines, viene tentato dalla donna a farsi un bagno; i due vengono paparazzati mentre fanno l’amore in acqua.
- Ascolti Italia: telespettatori 6.091.000 – share 24,44%[6]

## Tredicesimo episodio

### Trama
Visto che Ines è fidanzata con il cugino del principe di Spagna, Gloria non perde l'occasione di fare uno scoop e pubblica una foto compromettente, ovvero quella in cui Ines ha rapporti sessuali con un uomo di cui non si vede la faccia. Umberto viene a sapere dalle radio che la foto è uscita su un giornale e, non volendo far trapelare la verità, corre ad acquistare tutte le copie del suddetto sperando che nessuno possa vedere la foto. A Capri però la notizia suscita molto clamore e tutti si chiedono chi possa essere l'amante della concertista; Umberto fa credere a Gloria che l'uomo misterioso è Gegè, un suo amico.
Reginella, però, ha riconosciuto in lui l'uomo ritratto nella foto da un bottone di madreperla a forma di quadrifogli sulla camicia, l'unica persona sull'isola che li possiede è proprio Umberto. Reginella si arrabbia e ordina a Umberto di non dire nulla a Vittoria, perché sua nipote soffrirebbe moltissimo se sapesse di essere stata tradita dall'uomo che ama. Umberto è a sua volta innamorato di Vittoria e, per placare i suoi sensi di colpa, le compra una collana e promette a Reginella di non avere mai più relazioni con altre donne. Tuttavia la donna una sera, a causa di Gegè che non può più coprire Umberto, viene a sapere la verità. Il giorno dopo i due discutono e la donna lo lascia.
Carmelo vuole acquistare una nuova barca a Nancy e chiede aiuto a Rossella.
Nicola è sempre più desideroso di conoscere il passato di sua madre e di com'è morta. Cercando di sapere quale sia il collegamento tra la donna e la barca Giulia, si incammina per andare alla rimessa dove Massimo non vuole che entri, ma cade e rimane sospeso su uno strapiombo. Fortunatamente, Vittoria va a cercarlo proprio in quella strada, lo vede in pericolo e gli salva la vita. Mentre il piccolo e la giovane parlano amichevolmente, Carolina li vede e, mentendo, dice a Massimo che Vittoria ha portato Nicola nella rimessa. Ma il bambino spiega tutta la verità al padre e gli fa capire di voler sapere tutto sulla propria madre.

## Quattordicesimo episodio

### Trama
Il professor Helmut ha un malore e rivela a Reginella di essere affetto da un tumore maligno al cervello. Reginella lo esorta a curarsi, ma lui vuole trascorrere gli ultimi mesi della sua vita in casa propria. Rossella e Nancy, intanto, provano a rincuorare Vittoria e Rossella le rivela di essere andata anche lei a letto con Umberto molto tempo prima: le dice che è nell'indole dell'uomo tradire, ma Vittoria non ne vuole sapere. Reginella telefona ad Adriana, ex compagna di Helmut, mettendola al corrente della situazione dell’uomo, chiedendole di tornare a Capri. Massimo decide che è il momento di raccontare a suo figlio come sia scomparsa sua madre e finalmente lo conduce nella rimessa dov'è tirata a secco la barca a vela su cui Giulia ha avuto l’incidente. Umberto, soffrendo per amore, minaccia di buttarsi dallo scoglio di Tiberio, un'altura di più di 15 metri, placandosi solo con l'arrivo di Vittoria che decide di perdonarlo, salvo poi buttarsi in acqua ugualmente — senza gravi conseguenze — dalla felicità. Il professor Helmut capisce che Adriana è lì a Capri perché chiamata da Reginella e la caccia; solo in un secondo momento tornerà dalla donna quando ormai è in partenza al porto, decidendo di andare con lei a Parigi per sottoporsi a una visita medica e provare a guarire. Helmut si congeda da Reginella inviandole una lettera e salutandola.
- Ascolti Italia: telespettatori 5.922.000 – share 23,37%[7]

## Quindicesimo episodio

### Trama
Carolina è ormai fidanzata con Massimo e a Villa Isabella pretende di comandare e di prevaricare gli altri: manda una squadra di giardinieri a tagliare un albero piantato da Donna Isabella il giorno in cui nacque Nicola e minaccia Alan di cacciare via lui e la sua famiglia dalla Villa solo perché il bambino ha colpito involontariamente delle rose con il pallone che tra l’altro buca. Reginella è indignata per questo comportamento e non ha peli sulla lingua nel dire a Carolina ciò che pensa, ma Massimo le ordina di trattare con più rispetto la sua fidanzata.
Dopo l'ennesima discussione con Rossella, Said riceve via Internet una notizia sconcertante: nel suo Paese, sua sorella Astu è stata arrestata e messa in carcere con l'accusa di adulterio. Nello Stato totalitario africano di cui è originario, infatti, l'adulterio è un reato gravissimo per il quale è prevista la condanna a morte. In realtà, la sorella del giovane non ha commesso alcun reato e il suo arresto è solo una mossa della dittatura locale per fare in modo che Said torni in patria. Said in passato ha lottato per diffondere i valori della democrazia ma, poiché il regime lo aveva condannato a morte, è dovuto fuggire in Europa. Ora, però, il giovane si sente obbligato a tornare in patria per salvare sua sorella, anche se sa che, non appena avrà messo piede nel suo Paese, verrà arrestato e ucciso dalle forze militari del governo.
Rossella cerca di convincerlo a rimanere a Capri, ma lui non cambia idea. La moglie chiede aiuto allora a Massimo e a Reginella; quest'ultima impedisce a Said di salire sull’aliscafo tirandogli una forte padellata in testa. Mentre il giovane è svenuto, Umberto propone di organizzare una festa di beneficenza allo scopo di rendere pubblica la notizia dell'ingiusta condanna a morte e di fare in modo che persone influenti possano risolvere il problema.
Durante l'evento, al quale Umberto e Massimo si erano vestiti uguali, si verifica un black out e Vittoria bacia appassionatamente Massimo scambiandolo per Umberto. Carolina nota la scena e s'infuria; la serata si conclude con la bella notizia che un'equipe di avvocati è pronta a far scarcerare Astu, per la gioia di tutti i presenti che ascoltano Peppino di Capri suonare e cantare al pianoforte.
- Guest star: Peppino di Capri (sé stesso)

## Sedicesimo episodio

### Trama
Carolina litiga nuovamente con Reginella, e allora Massimo, stanco delle liti tra le due, decide di trasferirsi insieme al figlio e alla fidanzata all'Hotel Scapece. Il fatto di doversene andare e accontentare Reginella e il fatto che Massimo stia sempre più accanto a Vittoria fa diventare Carolina ancora più malvagia. Teresa, la nipote di Totonno capisce che l’uomo ha un debole per Reginella; la stessa aveva avuto in regalo da un turista facoltoso la sera prima un braccialetto donato da Carolina per la vendita di beneficenza per la sorella di Said; Teresa, che lavora per gli Scapece, si scontra con Nicola che stava giocando nei corridoi; Carolina allora scoprirà che la donna indossa il bracciale costoso che non poteva permettersi e quindi le dà della ladra. Proprio mentre sta per essere licenziata, è Nicola a dirle che, avendolo trovato a terra quella sera, è stato lui a regalare il bracciale alla ragazza. Carolina dice a suo padre che gli abitanti di Villa Isabella non l'hanno trattata con il dovuto rispetto e lui decide subito di vendicarsi: telefona a un suo conoscente chiedendo di inviargli uno scagnozzo per tendere una trappola agli abitanti della villa. Umberto chiede a Vittoria di sposarlo ma la donna rifiuta e i due finiscono per litigare. Said vuole andare via da casa di Rossella perché non calcolato dalla donna della quale è innamorato e glielo confessa anche. La donna tuttavia in un secondo momento lo fermerà “risposandolo” stavolta per amore. Nicola, nascosto nell’ufficio di Domenico Scapece, assiste all’incontro con lo scagnozzo da lui chiamato; l’agguato che i due hanno progettato è di mettere della droga all’interno di Villa Isabella. Viene organizzata una cerimonia per comunicare che Astu è libera; alla suddetta partecipano tutti ad eccezione di Umberto che, ancora scosso dal rifiuto di Vittoria resta a Villa Isabella. A pagare le conseguenze dell'agguato degli Scapece e purtroppo, proprio Umberto, che restando in Villa è il primo a essere arrestato quando giungono i carabinieri e lo trovano di fronte alla droga messa in frigorifero dallo scagnozzo Peppe. Umberto viene portato via in commissariato sotto gli occhi di Vittoria.
- Ascolti Italia: telespettatori 6.827.000 – share 26,96%[8]

## Diciassettesimo episodio

### Trama
Umberto è in carcere a Napoli e vengono messi i sigilli a Villa Isabella. Tutti a Capri si chiedono cosa sia successo e Massimo, per evitare che al Nicola giungano voci sull'arresto dello zio, lo fa tornare a Roma dai nonni. Carolina, conoscendo il modus operandi del padre, capisce che è stato lui a far piazzare la droga a Villa Isabella e, sentendosi in colpa, procura a Massimo un avvocato pronto ad assumere la difesa del fratello. Il giovane è sempre più depresso: teme che Vittoria non lo voglia più vedere e per questo la sua permanenza in carcere è ancora più triste. Stigg, lo spasimante di Teresa, va a conoscere Totonno per chiedergli il permesso di stare con la nipote; l'uomo fa intendere al ragazzo che la differenza di ceto sociale non sarà un bene per la loro relazione. La barca di Massimo sulla quale c'è anche Vittoria, tornando da Napoli, ha un'avaria al motore e l'improvvisa ripartenza di quest’ultimo fa cadere in mare Vittoria. L'uomo si getta in mare con il giubbotto di salvataggio per soccorrerla e i due si ritrovano in mare; in preda al panico si dichiarano l'un l'altro il loro amore. Poco dopo Carmelo ritrova la barca di Massimo alla deriva e con l’aiuto di Totonno vanno a cercarli e li salvano.
Reginella cerca di aiutare Teresa, cercando di convincere Totonno a farla partire con Stigg; la donna rompe i sigilli di Villa Isabella per andare in cucina a preparare la zuppa di pesce che il pescatore ha tanto atteso per quarant'anni. L'avvocato di Umberto vuole che l'uomo accetti un patteggiamento che lo farebbe scarcerare subito seppur con la fedina penale sporca; tutti sono d'accordo pur di riavere Umberto a casa, eccetto Vittoria. Umberto accetta purché Massimo e Vittoria si fidino di lui e lo credano innocente e gli dice che loro sono le persone per lui più importanti, le uniche di cui si possa fidare. Questo mette in imbarazzo i due a causa di quello che si sono detti in mare. Proprio mentre sta firmando le carte con l’avvocato, però, Umberto si rende conto che lo stesso avvocato lo crede colpevole e rivela che lo stratagemma del patteggiamento è spesso usato da don Domenico Scapece per non finire in galera. L'uomo quindi, ferito nell’orgoglio e sapendo di essere innocente, strappa le carte e rifiuta il patteggiamento poiché vuole che tutti sappiano della sua innocenza.

## Diciottesimo episodio

### Trama
L'avvocato comunica a Massimo che Umberto ha rifiutato il patteggiamento e Carolina accusa l'uomo di voler lasciare il fratello in carcere per stare con Vittoria; Massimo quindi lascia Carolina. Vittoria apprende la notizia della rottura di Massimo e Carolina da Rossella e Nancy e ne resta molto turbata. Umberto legge sul giornale che la Villa è stata chiusa e chiede a Vittoria di fare qualcosa per riaprirla ma la ragazza non sa cosa fare. Massimo chiede al suocero di assumere la difesa di Umberto e il suocero gli dice che lo farà solo in cambio della patria potestà su Nicola; alla fine Nicola riuscirà a convincere il nonno all'insaputa di Massimo. Intanto Astu e la piccola Amina, rispettivamente sorella e nipote di Said, arrivano a Capri e ricevono la cittadinanza onoraria di Capri; Vittoria decide di organizzare una festa per risollevare le sorti della Villa. Alan si infatua della coetanea Amina, la figlia di Astu. Carolina e suo padre, nel frattempo, impediscono l'organizzazione della festa, cercando di infamare agli occhi delle autorità Villa Isabella – definita la residenza di un carcerato – cosicché l'evento possa svolgersi all'hotel Scapece. Totonno chiede a Reginella di sposarlo, ma la donna dice di non voler affrettare le cose. Vittoria, in preda alla crisi, confessa al quadro di Donna Isabella di essere innamorata di Massimo, ignara che quest'ultimo si trovasse dietro la porta a sentirla.
- Ascolti Italia: telespettatori 6.658.000 – share 30,47%[9]

## Diciannovesimo episodio

### Trama
Umberto riesce a ottenere gli arresti domiciliari e a Villa Isabella si organizza una grande festa per celebrare il suo ritorno. La vicenda giudiziaria ha fatto riavvicinare Edoardo e Massimo; i due decidono di andare a fare visita insieme alla tomba di Giulia e l'avvocato lo esorta a riaprirsi alla vita senza murarsi nei ricordi. Edoardo porta le rose sulla tomba di Giulia e Carolina ne approfitta subito per dirlo a Vittoria. In seguito a questa chiacchiera, Massimo decide quindi di andare avanti regalando la barca “Giulia” a Totonno. Tutti chiedono a Vittoria di stare vicino a Umberto, anche Massimo, che vorrebbe che suo fratello ritrovasse la sua vita così come l'aveva lasciata, ma per la giovane è molto difficile fingere riguardo a quanto avvenuto con il cognato. Adriana torna a Capri per comunicare la morte di Helmut e tutte le persone vicine al professore aiutano a spargere le sue ceneri. Vittoria respinge Umberto, desideroso di fare l'amore con lei quella notte. Carolina ne approfitta della situazione economica di Villa Isabella e, per aiutare Vittoria a far riprendere le sorti del resort, suggerisce di cambiare nome alla struttura e la gestione, implicando chiaramente di assumerne lei il controllo; la donna rifiuta.
Amina e Alan, prendendo di nascosto una barca di Massimo da Totonno, hanno un incidente e si schiantano contro un motoscafo, sulla quale vi era una modella che finisce in mare e si rompe una gamba, chiedendo in seguito i danni a Massimo, il quale si è dimenticato di rinnovare l'assicurazione della barca. Per ripianare a questi guai, Vittoria parla a Massimo della proposta che le aveva fatto Carolina, dicendogli che forse non è più una cattiva idea cederle la Villa.

## Ventesimo episodio

### Trama
L'amore tra Massimo e Vittoria si avverte sempre di più; i due si baciano, ma Massimo fugge quando Vittoria gli chiede se vuole veramente che se ne vada. Umberto inizia a pensare che Vittoria abbia un altro; lei gli confessa di averli messi nei casini rivelandogli di non essere più sicura che lui sia innocente e lui l'aggredisce. Reginella decide di partire per Napoli cercando di far arrestare colui che ha nascosto la droga in villa, andando dal nonno paterno di Vittoria, don Alfonso, il quale come condizione gli chiede di poter vedere Vittoria. Massimo confessa a Vittoria di non riuscire a dimenticare la moglie per far sì che lei sia felice con Umberto. A Scapece viene offerta Villa Isabella per ripianare i debiti e lui accetta su due piedi di acquistarla a patto che entro 48 ore la lascino. Viene arrestato il vero gangster della droga grazie a don Alfonso; Umberto è così scagionato. La notizia però arriva troppo tardi: Massimo ha ormai concluso l’affare con Domenico Scapece e tutti sono costretti ad andare via. Reginella prende male la notizia di abbandonare la Villa e ne distrugge la cucina. Solo l'invito di Chiara nel vivere a casa del professore riesce a rassicurarla.
- Ascolti Italia: telespettatori 6.586.000 – share 25,14%[10]

## Ventunesimo episodio

### Trama
Gli Scapece prendono possesso di Villa Isabella e Domenico a telefono chiede che la famiglia Galiano (in particolare Massimo) sia sempre sorvegliata. Per giustificare la vendetta nei confronti di Umberto, Peppe confessa che il Galiano era amante della sua compagna. Umberto quindi va a Procida a trovare la ragazza per dirle che il compagno sta sicuramente dicendo il falso e chiede spiegazioni; andato a casa della donna l'uomo riconosce un tavolo di Villa Isabella, capendo così che erano stati gli Scapece a pagare il loro silenzio. Massimo, sentendosi terribilmente in colpa per la perdita della Villa, rifiuta di vivere con Vittoria, Reginella e gli altri a casa di Helmut e dorme sul divano dell'ufficio. Umberto irrompe a Villa Scapece per parlare con Domenico e gli dice che sa che è stato lui a incastrarlo, giurandogli che prima o poi riuscirà a provarlo. L'uomo per tutta risposta lo denuncia per calunnia e diffamazione. Vittoria, non vedendo più alcuna possibilità per sé a Capri, chiede a Umberto di partire per allontanarsi dall'isola. La donna, inoltre, viene a sapere da Gennarino, incaricato di mettere fiori freschi ogni settimana sulla tomba di Giulia, che a pagarlo è stato il suocero Edoardo e quindi capisce che Carolina ha mentito a dirle che i fiori li portava sempre Massimo. Nell'ufficio di Massimo irrompe un uomo che piazza una cimice sotto la scrivania. Nel tentativo di recuperare un rarissimo volatile per conto di Adriana, Massimo ha un incidente nella torre saracena e cade a terra svenuto. L'uomo rinviene tra le braccia di Vittoria che, dopo un confronto con Totonno, ha capito che è innamorato di lei. Una volta scampato il pericolo, Vittoria e Massimo si baciano appassionatamente.

## Ventiduesimo episodio

### Trama
Mentre Vittoria e Massimo si dichiarano amore reciproco, grazie alle cimici piazzate nell'ufficio di Galiano, Domenico Scapece viene a conoscenza della relazione clandestina tra la donna e il cognato. L'aggravarsi delle condizioni di Don Alfonso porta Reginella a decidere di partire frettolosamente per Napoli con la ragazza. Al capezzale del vecchio, il camorrista morente le rivela l'identità del padre della giovane, Enzo, suo figlio, ucciso per un regolamento di conti. La ragazza scappa e si infuria con Reginella, chiedendole perché l’ha portata dal responsabile della morte dei suoi genitori; a quel punto la donna le rivela del patto che aveva fatto col gangster e che se non fosse per lui Umberto starebbe ancora in galera. Nel frattempo, Umberto comincia a sospettare che nella vita di Massimo ci sia una donna. Don Alfonso muore con Vittoria al suo capezzale che gli tiene la mano. Reginella capisce che la nipote è innamorata di Massimo e che il sentimento è ricambiato. Carolina dice al padre di provare ancora dei sentimenti per Massimo e il padre gli fa ascoltare la registrazione dell’uomo e Vittoria. Umberto va da Rossella per organizzare il viaggio per lui e Vittoria in Malesia ma viene chiamato da Carolina che gli rivela come stiano le cose tra il fratello e Vittoria: fa ascoltare anche a lui la registrazione. Umberto ne è sconvolto e, quando Massimo e Vittoria provano ad andargli a parlare, decide di voler tagliare i ponti con entrambi.
- Ascolti Italia: telespettatori 7.366.000 – share 30,28%[11]

## Ventitreesimo episodio

### Trama
Vittoria è intenzionata a partire ma Reginella la blocca con l’aiuto di Adriana. La donna allora si finge partita con l'aiuto di Reginella perché non vuole vedere più nessuno. Umberto chiede a Carolina di essere ingaggiato come PR per Villa Scapece e la donna lo assume. Reginella per far sapere a tutti che Vittoria è partita fa spargere la voce a Gloria e viene a sapere che Umberto ha iniziato a lavorare per gli Scapece. Vittoria va a trovare la compagna di Peppe che l'allontana ma, andando via, vede Domenico Scapece entrare nell’appartamento e lo crede l'amante della donna. Daiana, da poche ore diventata maggiorenne, chiede a Umberto di perdere la verginità con lui; l’uomo chiaramente rifiuta e la sera le organizza una cena con il fidanzato. Peppe scappa dalla prigione e facendo irruzione nello studio di Scapece prova a ucciderlo; si intromette Massimo che sventa i colpi di pistola del malvivente il quale, una volta giunta la polizia, viene arrestato non prima di denunciare Scapece come mandante di questo e di molti altri crimini. Anche Scapece, quindi, viene arrestato.

## Ventiquattresimo episodio

### Trama
Con l'arresto di Domenico Scapece, la Villa torna nelle mani dei Galiano e di Reginella che la “depura” dall'egemonia degli Scapece spargendo del sale per tutta la casa. Con la riapertura del ristorante tutto sembra essere tornato alla normalità; Massimo e Umberto cercano di recuperare il loro rapporto ma intanto la cucina di Reginella è invasa dal nuovo chef francese assunto dagli Scapece con cui la donna ha un rapporto complicato. Carolina intanto è in compagnia di sir Andrew Wilford, un ricco spasimante con il quale si trasferirà in Inghilterra. Rossella e Nancy scoprono degli origami a casa di Adriana e capiscono che è lì che si nasconde l'amica, esortandola a uscire. Reginella vince la guerra con lo chef francese che quindi parte per Londra, peccato che anche la donna sia prossima a lasciare Villa Isabella per “raggiungere” Vittoria. Proprio Vittoria, come ultimo regalo per Villa Isabella, decide di inviare una mail a tutti i clienti più affezionati di Villa Isabella che si sono succeduti negli episodi precedenti, per far sapere di nuovo a tutti che la gestione è tornata ai Galiano.
Alan e Nicola vedono di nascosto Vittoria nel giardino della casa del professor Helmut e, quando il piccolo Nicola lo dice al padre, l’uomo si precipita dall’amata, dopo però aver sopportato uno sfogo di Umberto sfociato in una scazzottata. Totonno, con la barca Giulia, unica disponibile, insieme a Massimo si addentra in mare e accosta l'aliscafo sul quale ci sono Reginella e Vittoria. Entrambi gli uomini chiedono alle rispettive donne di restare sull'isola. Tutto si conclude con il matrimonio di Reginella e Totonno.
- Ascolti Italia: telespettatori 7.889.000 – share 29,36%[12]

## Cast
- Gabriella Pession
- Kaspar Capparoni
- Sergio Assisi
- Isa Danieli
- Carlo Croccolo
- Antonella Stefanucci
- Rosanna Banfi
- Nello Mascia
- Antonella Troise
- Lucio Caizzi
- Marina Kazankova
- Carmine Recano
- Toni Garrani
- Leandro Amato
- Riccardo Zinna
- Gianluca Salvo
- Maria Chiara Augenti
- Daniela Poggi
- Bianca Guaccero